# Удагбедо
Удагбедо (д/н — бл. 1329) — 7-й оба (володар) держави Убіні в 1292—1329 роках.

## Життєпис
Другий син оби Огуоли. Після смерті старшого брата Едоні близько 1292 року посів трон. Відомостей про його правління обмаль. Спочатку мусив боротися зі знаттю на чолі з Агбодо, яка в часи панування його попередника повернула частину втраченого впливу.
Ймовірно, мусив боротися з народом га, що сунувся через землі Едо (згодом дійшов до Золотого берега). Також відправив сина Ізенуе на підкорення народу ісоко в гирлі річки Нігер.
Помер близько 1329 року. Йому спадкував брат Оген.